# Eve of the Daleks
"Eve of the Daleks" é o primeiro dos três especiais de 2022 da série de ficção científica britânica Doctor Who, transmitido originalmente através da BBC One em 1 de janeiro de 2022. Foi escrito pelo showrunner Chris Chibnall e dirigido por Annetta Laufer. O episódio segue a 13.ª temporada como um especial de Ano-novo da série.
O episódio é estrelado por Jodie Whittaker como a Décima terceira Doutora, ao lado de Mandip Gill e John Bishop como seus companheiros Yasmin Khan e Dan Lewis, respectivamente.

## Enredo
Pouco antes da meia-noite da véspera de Ano Novo, Nick aparece em um depósito em Manchester de propriedade e operado por Sarah, por quem ele tem uma queda. Enquanto isso, a Doutora tenta reiniciar a TARDIS para remover os danos e anomalias causadas pelo Fluxo. Com a intenção de passar um tempo na praia, ela, Yaz e Dan saem para o depósito. Sem o conhecimento da Doutora, a reinicialização da TARDIS aciona um loop temporal.
Nick encontra um Dalek Executor que o mata, e mais tarde também mata a Doutora, Yaz, Dan e Sarah. O tempo é reiniciado, com Sarah e Nick tentando salvar um ao outro, mas falhando e morrendo ao ver o Dalek novamente. A Doutora percebe que cada reinicialização encurta o loop de tempo em um minuto e especula que ele entrará em colapso à meia-noite. Os Daleks revelam que detectaram a assinatura energética da TARDIS e vieram executar a Doutora por suas ações em "The Vanquishers". Tanto o grupo da Doutora quanto os Daleks tentam aprender com os ciclos anteriores para antecipar os próximos movimentos do inimigo. Durante os loops, Nick confessa que volta todos os anos para ver Sarah, enquanto Dan aponta a Doutora que Yaz tem sentimentos românticos por ela.
Usando fogos de artifício e outros materiais ilegais armazenados nas instalações por outro funcionário, o grupo decide criar uma armadilha que derrubará as instalações quando for alvejada. Para evitar que os Daleks antecipem o movimento, eles se comportam de maneira completamente diferente no penúltimo loop, antes de morrerem novamente. No último minuto antes da meia-noite, eles colocam os materiais, junto com o celular de Sarah, no lugar errado enquanto escapam pelo porão. Acionados ao ouvir a mãe de Sarah ligando para seu telefone, os Daleks disparam a armadilha e acendem os fogos de artifício, o que faz com que a instalação exploda e enterre os Daleks embaixo dela.
A TARDIS termina a sua restauração e a Doutora e seus companheiros partem em busca do tesouro perdido do Flor de la Mar, enquanto Sarah e Nick decidem viajar pelo mundo juntos.

## Produção

### Desenvolvimento
"Eve of the Daleks" foi escrito pelo showrunner e produtor executivo Chris Chibnall. O episódio apresenta uma nova versão dos Daleks conhecida como "Executor", e usa o formato de um loop temporal. O roteiro do episódio foi escrito em "pouco mais de quinze dias", depois que um roteiro anterior teve que ser descartado. Foi escrito especificamente tendo em mente a atriz e comediante Aisling Bea, que Chibnall queria em Doctor Who desde "muito cedo" em seu tempo como showrunner.

### Elenco
Jodie Whittaker estrela como a Décima terceira Doutora, ao lado de Mandip Gill como Yasmin Khan e John Bishop como Dan Lewis. O episódio conta com as participações especiais Aisling Bea e Adjani Salmon, e também com Pauline McLynn. Jonny Dixon, que apareceu pela última vez em "The Woman Who Fell to Earth" (2018), voltou a interpretar Karl.

### Filmagens
O episódio foi dirigido por Annetta Laufer. Os dois primeiros especiais de 2022 foram filmados na mesma produção da 13.ª temporada. As filmagens desses especiais foram concluídas em agosto de 2021.

## Transmissão e recepção
| Críticas profissionais:           | Críticas profissionais: |
| Pontuações agregadas              | Pontuações agregadas    |
| Fonte                             | Avaliação               |
| --------------------------------- | ----------------------- |
| Metacritic                        | 76/100                  |
| Rotten Tomatoes (Pontuação Média) | 83%                     |
| Rotten Tomatoes (Tomatometer)     | 7,20/10                 |
| Avaliações da crítica             |                         |
| Fonte                             | Avaliação               |
| The A.V. Club                     | A−                      |
| Radio Times                       | [ 14 ]                  |
| The Independent                   | [ 15 ]                  |
| The Telegraph                     | [ 16 ]                  |
| Evening Standard                  | [ 17 ]                  |

### Transmissão
"Eve of the Daleks" foi ao ar na BBC One em 1 de janeiro de 2022 como o primeiro dos três especiais de 2022 da série.

### Audiência
O episódio foi assistido por 3,21 milhões de telespectadores durante a noite, tornando-se o sexto programa mais assistido do dia. O episódio recebeu uma pontuação no Índice de Apreciação do Público de 77. Em sete dias, o número total de espectadores aumentou para 4,39 milhões, classificando-se como o 25º programa mais visto da semana.

### Recepção crítica
No Metacritic, um site agregador de resenhas, o episódio recebeu "críticas geralmente favoráveis" com base em uma pontuação média de 76 em 100 em 6 resenhas. No Rotten Tomatoes, outro agregador, 83% dos 11 críticos deram ao episódio uma crítica positiva, com uma classificação média de 7,20 em 10. O consenso do site diz "Doctor Who reduz sua escala e é ainda melhor com um Especial de Ano Novo que encontra notas frescas em um fio independente."

## Home media
"Eve of the Daleks" e o episódio seguinte, "Legend of the Sea Devils", receberam um lançamento conjunto em DVD e Blu-ray na Região 2/B em 23 de maio de 2022, na Região 1/A em 28 de junho de 2022, e na Região 4/B em 13 de julho de 2022. O episódio foi incluído no conjunto completo com os outros especiais de 2022, lançado na Região 2/B em 7 de novembro de 2022.

## Trilha sonora
Em 18 de novembro de 2022, o compositor Segun Akinola anunciou que partes selecionadas da trilha sonora deste especial seriam lançadas digitalmente em 2 de dezembro de 2022. Um lançamento em CD físico contendo todas as trilhas sonoras dos três especiais de 2022 foi lançado em 13 de janeiro de 2023.